# Johannes Zielinski
Johannes Zielinski (* 22. Juni 1914 in Hohensalza; † 23. Juli 1993 Bobingen bei Augsburg) war ein deutscher Pädagoge und Hochschullehrer. Er war als Professor für Pädagogik und Lehrstuhlinhaber an der RWTH Aachen.

## Leben
Johannes Zielinski wurde 1914 als Sohn von Johanna Zielinski, geborene Schepat, und des Pastors Michael Zielinski in der Provinz Posen geboren. Nach dem Besuch des Reform-Realgymnasiums in 
Elbing und seinem Abitur in Tilsit und dem Studienbeginn für das Gymnasiallehramt 1932 an der Universität in Königsberg musste er sein Studium 1934 abbrechen und dann acht Jahre lang als Infanterist Wehr- und Kriegsdienst leisten.
Als schwerkriegsbeschädigter Heimatvertriebener konnte er nach dem Zweiten Weltkrieg sein Studium der Pädagogik, Psychologie, Soziologie 1946 in München wieder aufnehmen, das er 1950 abschloss. Im selben Jahr wurde er an der Universität München mit der Arbeit Über die Selbstverwaltung als Erziehungsmittel in Heimen für entwurzelte kriegsgeschädigte Jugendliche, dargestellt und erläutert am Beispiel des Jugendselbsthilfewerkes und Erziehungsheimes Jungenstadt Buchhof zum Dr. phil. promoviert.
Während der Studienzeit war er als praktizierender Sozialpädagoge in leitenden Stellen tätig. So war er von 1948 bis 1951 Direktor eines Schwererziehbarenheim. Von 1950 bis 1952 besuchte er das Berufspädagogische Institut in München. Nach dem Staatsexamen für das Lehramt an berufsbildenden Schulen war er von 1951 bis 1956 Berufsschullehrer in München. Aus diesem Amt holte ihn sein akademischer Lehrer, Ernst Lichtenstein, um ihn von 1956 bis 1961 als wissenschaftlichen Assistenten am pädagogischen Seminar an der Universität Münster/Westfalen arbeiten zu lassen.
Im Jahr 1961 wurde Zielinski zum ordentlichen Professor für Pädagogik an der Technischen Hochschule Aachen (Lehrstuhl Pädagogik I) berufen und dort im selben Jahr zum Direktor des Instituts für Erziehungswissenschaften ernannt. Diese Position bekleidete bis 1979. Er lebte in Augsburg, war Vorstandsmitglied der Humboldt-Gesellschaft für Kunst und Wissenschaft und erfand mit seinen Mitarbeitern das Probiton, eine apparative Lernhilfe. Mit Walter Schöler gab er Lernen nach Programmen und Probition-Unterrichtsprogramme heraus, mit Friede und Rurik Moderne Berufserziehung.
Johannes Zielinski war evangelisch, von 1948 bis zur Ehescheidung mit der Medizinerin Gerharda Zielinski, geborene Klose, verheiratet und hatte zwei Kinder (Gerda und Johannes). Am 23. Juli 1993 starb er in Bobingen bei Augsburg.
Die von Zielinski entwickelte human-orientierte Pädagogik im Rahmen einer industriellen Gesellschaft kann als Ausgangspunkt dafür verstanden werden, dass er nach seiner Emeritierung (1979) sich ganz den Fragen nach einer durchgreifenden Humanisierung und Divinisierung des Menschen zugewandt hat, die er in einer Kultur der göttlichen Liebe verwirklicht sieht.

## Ehrungen und Auszeichnungen
- 1963: Ehrenbürger von Boys Town in Nebraska (USA)
- 1965: Ehrenmitglied von International Advisory Board der Brooks Foundation, Communications and Cultural Center, Santa Barbara
- Auswärtiges Mitglied der National Association of Educational Broadcasters
- Mitglied der Deutschen Gesellschaft für Erziehungswissenschaft
- Mitglied der Internationalen Vereinigung für erziehungswissenschaftliche Forschung
- 1976: Dr.-Kurt-Neven-DuMont-Medaille
- 1979: Auszeichnung Pro Infante DKSB
- 1979: Ehrenzeichen DRK
- 1979: Ehrenplakette der Handwerkskammer Aachen
- Großes Bundesverdienstkreuz
- 1980: Ehrenplakette für kulturelle Verdienste der Provinz Asti (Italien)
- 26. Oktober 1990: Verdienstorden des Landes Nordrhein-Westfalen[2]

## Schriften (Auswahl)

### Zeittafel der geistlichen Schriften Johannes Zielinski
- Feuer vom Himmel
  - Gott spricht: Hier ist Meine Liebe 1964, 1968 u. 1990
  - Entscheidung für Gott 1970
  - Von der Freiheit des humanen Menschen 1972
- Gott in der Zeit
  - Psalmen der Großen Liebe (Buch I) 1982
  - Psalmen der Großen Liebe (Buch II)1993
  - Aufklärung nach der Aufklärung (Das Buch der göttlichen Aufklärung) 1983/89
  - Der Partisan der Liebe (Drama) 1983/1984
  - Der Kunst und den Künstlern (Gedicht) 1984
  - Der Politik und den Politikern (Gedicht) 1984
  - Der Krieg und die Große Liebe (Gedicht) 1991
  - Ein weit’res Wort noch an Politiker und Politik (Gedicht) 1992
- Tagebücher der Großen Liebe
  - Etwa 35 Bände (à 300 Seiten) 28. Januar 1959 bis 7. August 1986
  - Anhang zu den Tagebüchern Liebe und Ehre (Aphorismen und Briefe) 9. März 1961 bis 28. Dezember 1985
- Die Verwandlung
  - Tagebuch einer Mutation (2 Teilbände) 27. August 1986 bis 1. November 1987
  - Anhang zum Tagebuch einer Mutation 3. August 1986 bis 2. November 1987
- Die Ernte, 2 Teilbände
  - Der Mensch im Sein der Mutation 5. November 1987 bis 30. August 1988
- Nachlese (Geistliche Gedichte) August 1988 – Januar 1989
- Die Schöpfung und der Mensch heute (Texte für ein Oratorium) 1988
- Rufe Gottes in Seine Zeit (Gedichte) 1991–1992
- Ein Brevier für die in der Großen Liebe Liebenden
  - Darin Flugblatt: Die neuen Zehn Gebote 14. Januar – 28. März 1989
- Der gegenwärtige Jesus (De Jesu redivivo et praesente)  1. April – 21. Juni 1989
- Von einem Tag zum anderen und stets empor zu Gott 21. Juni – 14. November 1989
- Vom Denken und Sein in der Großen Liebe 4. Juni 1990 bis 3. Juni 1991
- Vor meinem Heimatgang 27. November 1992 bis 6. Juni 1993

### Pädagogische Schriften (Auswahl)
- Freizeit und Erziehung. 1954.
- Der Spielfilm im Schulunterricht. Einführung in eine besondere Unterrichtslehre der Filmerziehung. A. Henn, Ratingen 1959.
- Die Handbücherei des Berufsschullehrers. 1960.
- Humanisierung der Berufsschule. 1963.
- mit Walter Schöler: Pädagogische Grundlagen der Programmierten Unterweisung unter empirischem Aspekt. A. Henn, Ratingen 1964.
- mit Walter Schöler: Methodik des Programmierten Unterrichts. Zum Problem der Mikrostrukturen von Lehren und Lernen. A. Henn, Ratingen 1965.
- Der Gewerbelehrer. Bild und Wirklichkeit eines Erzieherberufes. 1965.
- Lehren und Lernen in der Industriekultur.  1968.
- Aspekte Des programmierten Unterrichts. Akademische Verlagsgesellschaft, Frankfurt am Main 1971, ISBN 3-507-36422-0.
- Thieme Lernprogramm: Qualitätskontrolle klinisch-chemischer Analysen. Georg Thieme-Verlag Stuttgart 1972, ISBN 3-13-486701-X.
- Ausbildung des Ausbildenden. Pädagogische Grundlagen der Erwachsenenbildung. 5 Bände und 3 Anhangsbände. 1972 ff.
- mit W. Böttcher: Wissenschaftliches Arbeiten. Theoretische Grundlagen und praktische Einübung. 1973.
- Praktische Berufsausbildung. 2. Auflage. 1976.
- Kleine Anleitung zur Erstellung von Programmsequenzen für den eigenen Unterricht. 1978.
- Kommunikation und Begegnung. Sauer-Verlag, Heidelberg 1989.

### Sonstige Veröffentlichungen (Auswahl)
- Mensch und Welt im Zeitalter der Automation. 1958.
- Pater Familias. 1961.
- Über den rechten Gebrauch der Macht. 1963.
- mit W. Böttcher: Diskussonstechnik. 1974.
- Gedanken über Ethik der Werbung, 1976.